# Christoffer Hansebjer
Christoffer "Stoffe" Hansebjer, född 8 februari 1994, är en svensk fotbollsspelare (anfallare) som spelar för Östberga City FC. 

## Karriär
I mars 2013 lånades Hansebjer ut till Enskede IK från Hammarby IF. Inför säsongen 2016 värvades Hansebjer av Nyköpings BIS. Hansebjer valde hösten 2017 av familjeskäl att återvända till Stockholm och tillbaka till ungdomsklubben Enskede IK. 
Säsongen 2018 spelade Hansebjer för både Enskede IK och Enskededalen FC. Säsongen 2019 spelade Hansebjer i Stjärnhovs IK, där han återförenades med sin bror Joakim Hansebjer. Inför säsongen 2020 värvades Hansebjer av Värtans IK. Han gjorde tre mål på sju ligamatcher under säsongen 2020. Säsongen 2021 gjorde Hansebjer nio mål på sju matcher för Östberga City FC i Division 7.

## Karriärstatistik
| Klubb              | Säsong             | Liga                      | Liga    | Liga | Svenska cupen | Svenska cupen | Totalt  | Totalt |
| Klubb              | Säsong             | Division                  | Matcher | Mål  | Matcher       | Mål           | Matcher | Mål    |
| ------------------ | ------------------ | ------------------------- | ------- | ---- | ------------- | ------------- | ------- | ------ |
| Hammarby IF        | 2012               | Superettan                | 8       | 0    | 1             | 0             | 9       | 0      |
| Enskede IK (lån)   | 2013               | Division 2 Södra Svealand | 14      | 7    | 1             | 1             | 15      | 8      |
| Enskede IK         | 2014               | Division 2 Södra Svealand | 20      | 11   | 1             | 0             | 21      | 11     |
| Enskede IK         | 2015               | Division 2 Norra Svealand | 22      | 2    | 2             | 0             | 24      | 2      |
| Enskede IK         | Totalt             | Totalt                    | 42      | 13   | 3             | 0             | 45      | 13     |
| Nyköpings BIS      | 2016               | Division 1 Norra          | 21      | 8    | 2             | 2             | 23      | 10     |
| Nyköpings BIS      | 2017               | Division 1 Norra          | 1       | 0    | 2             | 0             | 3       | 0      |
| Nyköpings BIS      | Totalt             | Totalt                    | 22      | 8    | 4             | 2             | 26      | 10     |
| Enskede IK         | 2017               | Division 1 Norra          | 9       | 0    | 1             | 0             | 10      | 0      |
| Enskede IK         | 2018               | Division 2 Södra Svealand | 9       | 2    | 1             | 0             | 10      | 2      |
| Enskede IK         | Totalt             | Totalt                    | 18      | 2    | 2             | 0             | 20      | 2      |
| Enskededalen FC    | 2018               | Division 4                | 9       | 11   | 0             | 0             | 9       | 11     |
| Stjärnhovs IK      | 2019               | Division 7                | 9       | 9    | 0             | 0             | 9       | 9      |
| Värtans IK         | 2020               | Division 3 Södra Svealand | 7       | 3    | 1             | 2             | 8       | 5      |
| Östberga City FC   | 2021               | Division 7                | 7       | 9    | 0             | 0             | 7       | 9      |
| Totalt i karriären | Totalt i karriären | Totalt i karriären        | 136     | 62   | 12            | 5             | 148     | 67     |